# Épeule - Montesquieu (métro de Lille)
La station Épeule - Montesquieu est une station de la ligne 2 du métro de Lille. Elle est située sous la rue de Lille dans le quartier Épeule - Trichon, au croisement des boulevards de Cambrai et de Montesquieu ainsi que de la rue Professeur-Langevin, à Roubaix.
Mise en service en 1999 elle dessert notamment le quartier Épeule - Trichon.

## Situation sur le réseau
La station Épeule - Montesquieu du métro de Lille est située sur la ligne 2 entre les stations Mairie de Croix et Roubaix - Charles-de-Gaulle, respectivement à Croix et à Roubaix.

## Histoire
La station de métro est inaugurée le 18 août 1999. Le 29 octobre 2000, Frank Tavernier, 23 ans, y est assassiné, poignardé sous les yeux de sa fille de trois ans. Elle doit son nom au quartier Épeule et au boulevard Montesquieu qu'elle dessert. Elle est due à l'architecte Alain Raigaud.

## Services aux voyageurs

### Accès et accueil
Elle dispose d'un accès et un ascenseur en surface ainsi que deux niveaux : niveau - 1 : vente et compostage des tickets, choix de la direction du trajet ; niveau - 2 : voies centrales et quais opposés.

### Intermodalité
La station est desservie par les lignes CIT5 et Z6 du réseau Ilévia.

## À proximité
- Salle des sports Dominique-Saint-Maxens ;
- Collège Saint-Exupéry.